# Sidonie Goossens
Sidonie „Sid” Goossens (ur. 19 października 1899 w Liscard, Wallasey, Cheshire, zm. 15 grudnia 2004 w Reigate, Surrey) – brytyjska harfistka.

## Życiorys
Pochodziła ze znanej rodziny muzycznej Belgów osiadłych w Wielkiej Brytanii. Była wnuczką dyrygenta Eugene’a Goossensa starszego (1845-1906) oraz córką skrzypka i dyrygenta Eugene’a Goossensa młodszego (1867-1958). Muzykami byli także jej bracia: dyrygent i kompozytor Sir Eugene Aynsley Goossens (1893-1962), oboista Léon Goossens oraz siostra harfistka Marie Goossens.
Ukończyła studia muzyczne w Royal College of Music. W 1921 debiutowała w londyńskiej orkiestrze symfonicznej, będąc jedyną kobietą w gronie filharmoników. W 1923 była pierwszą harfistką występującą w radiu, w 1936 – w telewizji. W 1930 została pierwszą harfistką założonej przez Sir Adriana Boulta Orkiestry Symfonicznej BBC. Pozostawała nieprzerwanie pierwszą harfistką tego zespołu do oficjalnego odejścia na emeryturę w 1980.
Brała udział w prawykonaniach wielu kompozycji współczesnych kompozytorów, m.in. Germaine Tailleferre’a i Williama Alwyna. Od 1960 była profesorem Guildhall School of Music and Drama w Londynie. W 1991 po raz ostatni wystąpiła jako harfistka; jej 100. urodziny uczczono specjalnymi koncertami w Wigmore Hall w Londynie i Royal Festival Hall. Żyła 105 lat.
Odznaczona Orderem Imperium Brytyjskiego IV klasy (OBE).